# نیوبدفورد (ماساچوست)
نیوبدفورد(به انگلیسی: New Bedford) شهری در شهرستان بریستول ایالت ماساچوست می‌باشد که در سال ۱۷۸۷ بنیان‌گذاری شده‌است. این شهر در سرشماری سال ۲۰۱۰ میلادی، ۹۵٬۰۷۲ نفر جمعیت داشته‌است.